# 环戊二烯基铊
环戊二烯基铊是一种有机铊化合物，化学式为C5H5Tl。这个淡黄色固体不溶于大多数有机溶剂，但容易升华。它可以用作过渡金属和主族元素的茂基配合物，以及环戊二烯的有机衍生物的前体。

## 制备和结构
环戊二烯基铊通过硫酸亚铊、氢氧化钠和环戊二烯反应制备：
Tl2SO4 + 2 NaOH → 2 TlOH + Na2SO4
TlOH + C5H6 → TlC5H5 + H2O
该化合物具有聚合物结构，由无限个弯曲的茂金属连接而成。Tl---Tl---Tl的角为130°。升华后，聚合物裂解成具有C5v对称的单体。

## 应用
与其他环戊二烯基（Cp）转移试剂（如环戊二烯基钠、CpMgBr和Cp2Mg）相比，环戊二烯基铊对空气较不敏感。它的还原效果也低得多。